# Rodolfo
Rodolfo, właśc. Rodolfo Dantas Bispo (ur. 23 października 1982 w Santosie) – brazylijski piłkarz grający na pozycji środkowego obrońcy.

## Kariera piłkarska

### Kariera klubowa
Choć Rodolfo urodził się w mieście Santos, to piłkarską karierę rozpoczął w Rio de Janeiro w tamtejszym Fluminense FC. W 2002 roku zadebiutował w jego barwach w Campeonato Brasileiro. Większą część sezonu spędził na ławce rezerwowych, a z Fluminense dotarł do półfinałów play-off. Wywalczył też swój pierwszy sukces – mistrzostwo stanu Rio de Janeiro. W 2003 roku Rodolfo był już zawodnikiem pierwszej jedenastki "Fluzão" i swoją grą pomógł mu w utrzymaniu w lidze. W klubie tym grał także przez pierwszą połowę 2004 roku. Łącznie wystąpił w 65 spotkaniach i zdobył 8 goli.
Latem 2004 Rodolfo za 3 miliony euro przeszedł do ukraińskiego Dynama Kijów. W Dynamie Rodolfo miał pewne miejsce w składzie. Zadebiutował w rozgrywkach Ligi Mistrzów, a na koniec sezonu 2004/05 wywalczył wicemistrzostwo Ukrainy i zdobył Puchar Ukrainy. W sezonie 2005/06 Rodolfo powtórzył to osiągnięcie.
W lutym 2007 Rodolfo zmienił barwy klubowe i podpisał kontrakt z rosyjskim Lokomotiwem Moskwa. Moskiewski klub zapłacił za niego 3,7 miliona euro. W Premier Lidze zadebiutował 11 marca w zremisowanym 0:0 wyjazdowym meczu z Kubaniem Krasnodar. W tym samym roku zdobył z Lokomotiwem Puchar Rosji. Następnie grał w Grêmio i CR Vasco da Gama. W 2015 został zawodnikiem Tereku Grozny.
| Sezon   | Klub                | Kraj     | Rozgrywki             | Mecze | Bramki |
| ------- | ------------------- | -------- | --------------------- | ----- | ------ |
| 2002    | Fluminense FC       | Brazylia | Campeonato Brasileiro | 2     | 0      |
| 2003    | Fluminense FC       | Brazylia | Campeonato Brasileiro | 38    | 5      |
| 2004    | Fluminense FC       | Brazylia | Campeonato Brasileiro | 25    | 3      |
| 2004/05 | Dynamo Kijów        | Ukraina  | Wyszcza Liha          | 22    | 3      |
| 2005/06 | Dynamo Kijów        | Ukraina  | Wyszcza Liha          | 31    | 3      |
| 2006/07 | Dynamo Kijów        | Ukraina  | Wyszcza Liha          | 3     | 1      |
| 2007    | Lokomotiw Moskwa    | Rosja    | Premier Liga          | 17    | 3      |
| 2008    | Lokomotiw Moskwa    | Rosja    | Premier Liga          | 26    | 0      |
| 2009    | Lokomotiw Moskwa    | Rosja    | Premier Liga          | 24    | 3      |
| 2010    | Lokomotiw Moskwa    | Rosja    | Premier Liga          | 16    | 2      |
| 2011    | Grêmio Porto Alegre | Brazylia | Campeonato Brasileiro | 14    | 1      |
| 2012    | CR Vasco da Gama    | Brazylia | Campeonato Brasileiro | 20    | 1      |
| 2013    | CR Vasco da Gama    | Brazylia | Campeonato Brasileiro | 0     | 0      |
| 2014    | CR Vasco da Gama    | Brazylia | Campeonato Brasileiro | 0     | 0      |
| 2014/15 | Terek Grozny        | Rosja    | Premier Liga          | 6     | 0      |
| 2015/16 | Terek Grozny        | Rosja    | Premier Liga          | 26    | 0      |

### Kariera reprezentacyjna
W 2004 roku Rodolfo wraz z olimpijską reprezentacją Brazylii wystąpił w kwalifikacjach do Igrzysk Olimpijskich w Atenach, ale na turniej ten ostatecznie nie pojechał.

### Sukcesy
- Mistrz stanu Rio de Janeiro (1x): 2002
- zdobywca Pucharu Ukrainy (2x): 2004/05, 2005/06
- zdobywca Superpucharu Ukrainy (1x): 2006
- zdobywca Pucharu Rosji (1x): 2006/07